# Buborékkamra

A buborékkamra részei

A buborékkamra egy túlhevített átlátszó folyadékkal töltött edény, melyet a rajta áthaladó elektromosan töltött részecskék észlelésére használnak. A töltött részecske elegendő energiát ad le a folyadékban, hogy a forrásba jöjjön a pályája mentén buborékokból álló vonalat alkotva. A buborékkamrák felépítésükben és alapelvükben nagyon hasonlítanak a ködkamrákhoz. A buborékkamrát 1952-ben Donald A. Glaser fejlesztette ki, melyért 1960-ban fizikai Nobel-díjat kapott.
Általában a buborékkamra egy nagy henger, melybe a forráspontjánál kicsit alacsonyabb hőmérsékletű folyadékot töltenek. A tartályt felülről fényképezőgép figyeli. Amikor a részecske a kamrába kerül, a tartály térfogatát dugattyúval hirtelen megnövelik, az emiatt lecsökkenő nyomás túlhevítetté teszi a folyadékot, mivel a kisebb nyomáshoz alacsonyabb forráshő tartozik. A túlhevítettség miatt bármilyen kicsi zavar, mint amilyen a töltött részecske áthaladása, buborékképződést indít el, amelyet lefényképeznek. A tartályt mágneses térbe rakják, mert így a pálya elgörbül, és a részecskék fajlagos töltésének (töltés/tömeg) és a mágneses tér ismeretében a pálya sugarából a lendülete meghatározható. Nem lehet viszont meghatározni a sebességet (mozgási energiát), ha nem tudjuk milyen tömegű részecskéről van szó.
A buborékkamra egyik előnye az volt a ködkamrával szemben, hogy egyszerűbb volt a kezelése, sokkal nagyobb méretű volt és sokkal megbízhatóbb volt. További előnye az volt, hogy a benne lévő sűrűbb anyag miatt a ritkábban bekövetkező kölcsönhatások kimutatását is lehetővé tette. 
A buborékkamrák helyét többnyire átvette a sokszálas proporcionális kamra és a driftkamra, melyek lehetővé teszik az energia mérését is a lendülettel együtt.

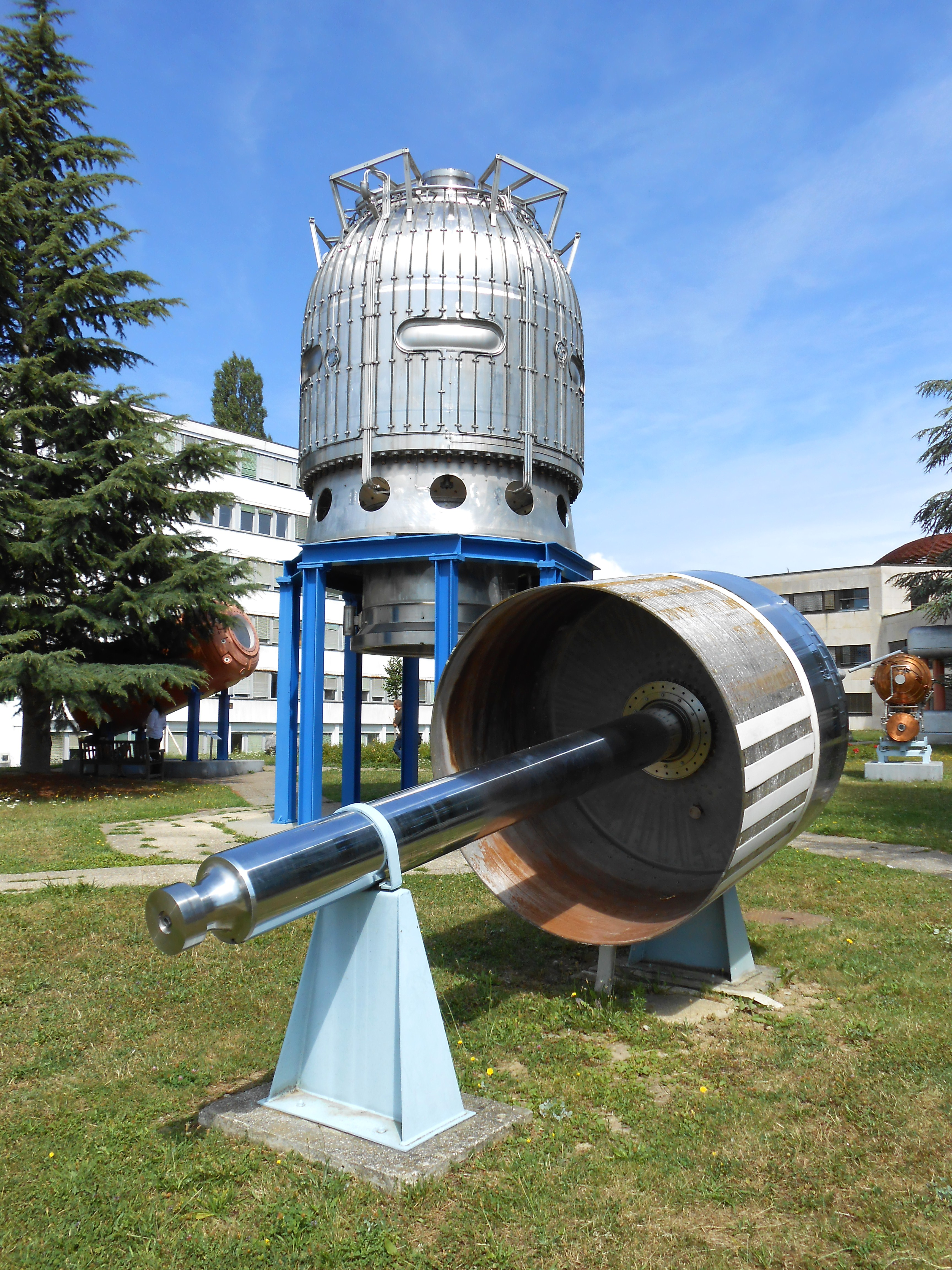
Big European Bubble Chamber - BEBC már szétszerelve a CERN kertjében

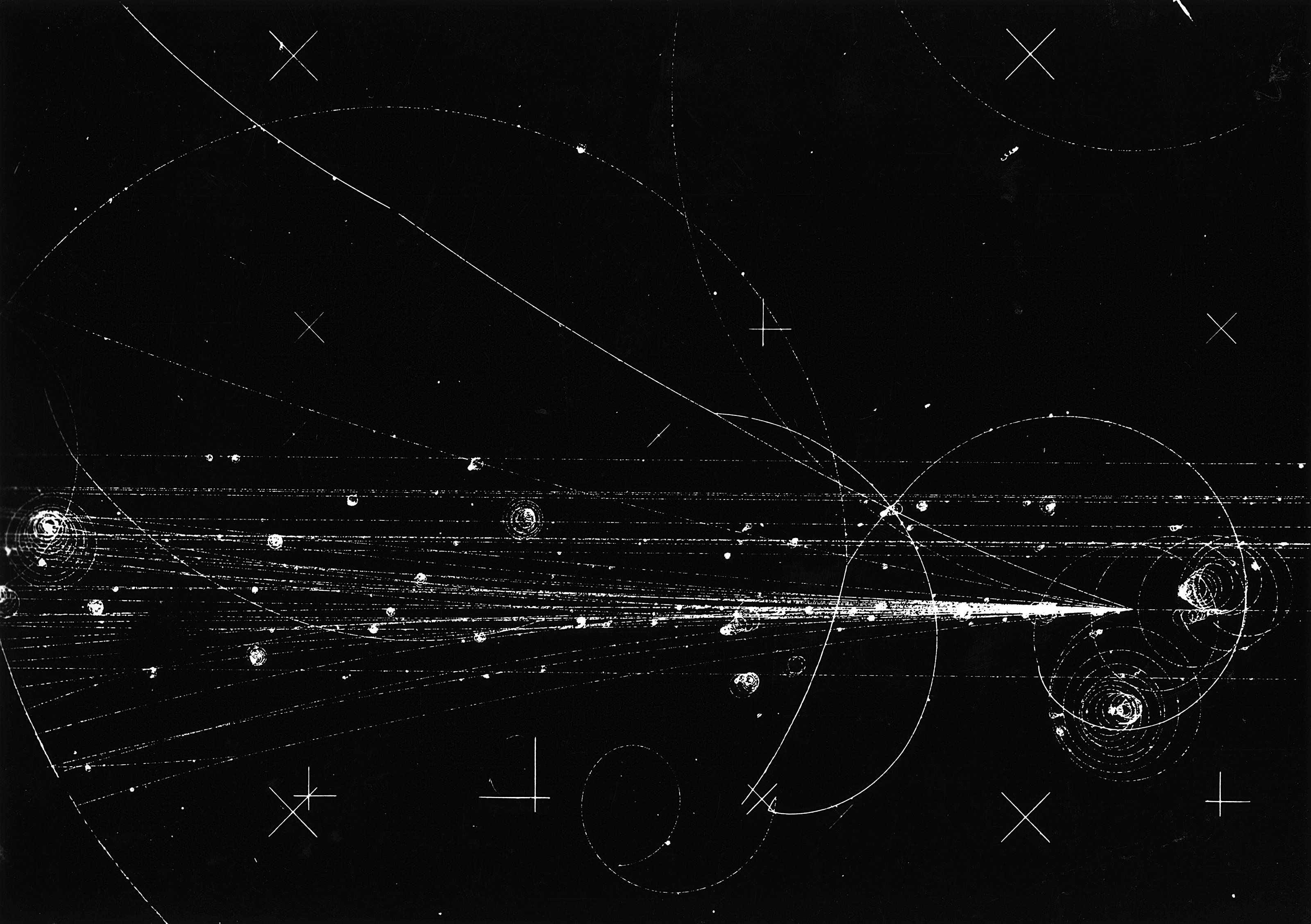
300 GeV energiával bombázott proton 26 töltött részecskét eredményezett egy 0,76 m átmérőjű hidrogén buborékkamrában 1973-ban a Fermilab-ban.

A CERN BEBC (Big European Bubble Chamber) nevű buborékkamrája 1973-tól 1984-ig üzemelt, 3,7 m magas detektortere volt. Működése alatt 6,3 millió fényképet készített részecskeütközésekről.

## Fordítás
- Ez a szócikk részben vagy egészben  a   Bubble chamber című angol Wikipédia-szócikk fordításán alapul.  Az eredeti cikk szerkesztőit annak laptörténete sorolja fel. Ez a jelzés csupán a megfogalmazás eredetét és a szerzői jogokat jelzi, nem szolgál a cikkben szereplő információk forrásmegjelöléseként.